# Flugplatz Emden
Flugplatz Emden, også benævnt Emden Airport (IATA: EME, ICAO: EDWE), er en regional lufthavn 5 km nord-øst for centrum af byen Emden, i regionen Østfrisland, i delstaten Niedersachsen, Tyskland.
Lufthavnen blev indviet i 1959.

## Flyselskaber og destinationer
Ostfriesische Lufttransport flyver til øen Borkum hver dag, og i sommerperioden er der op til 5 ruter til forskellige øer i den del af Nordsøen der hører under Østfrisland.
Privat- og taxiflyvning er en vigtig del af lufthavnens grundlag. Blandt andet har Volkswagen en stor fabrik i Emden, og bruger lufthavnen til både passagerer og fragt. I 2005 blev der ekspederet 656 tons gods og 21.984 passagerer benyttede lufthavnen. 